# Smooth Jazz Paradise
Smooth Jazz Paradise（スムースジャズパラダイス）は、ミュージックバードで、2007年4月3日から2009年9月27日まで放送されていた番組。放送時間は、毎週土曜日の18:00-18:55（2008年3月25日までは、毎週火曜日の21:00-22:00だった）（JST）。また、一部のコミュニティ放送局でもネットされていた。

## 概要
斉田佳子（2007年4月-6月はRENAJA、2007年7月-12月は沖野ゆみだった）をパーソナリティとして、スムースジャズを送る。

## タイムテーブル
（2007年7月）
- 21:00-21:05 オープニング
- 21:05-21:30 音楽紹介・音楽
- 21:30-21:45 「Pickup preview」
- 21:45-21:57 「My Favorite Songs」
- 21:57-22:00 エンディング

## コーナー
- Pickup preview

スムースジャズの音楽や話題を取り上げ、紹介する。
- My Favorite Songs

お気に入りの曲を紹介する。